# Kościół św. Jana Chrzciciela i św. Bartłomieja w Kazimierzu Dolnym
Kościół św. Jana Chrzciciela i św. Bartłomieja – kościół farny położony przy rynku w Kazimierzu Dolnym. Ufundowany został przez Kazimierza Wielkiego ok. 1325 roku i rozbudowany w stylu renesansowym w latach 1610-1613. Znajduje się na trasie Szlaku Renesansu Lubelskiego.

## Historia budowli
Badania architektoniczne wskazują, że kościół wybudowany około 1325, jednak pierwsza pewna informacja o nim pochodzi z 1440 roku. Kościół ten był znacznie mniejszy od obecnego i mieścił się w obrębie jego nawy. W 1561 roku kościół ten spłonął podczas pożaru miasta. Od roku 1553 władzę nad Kazimierzem objął Jan Firlej - działacz reformacji. W 1586 roku rozpoczęto odbudowę nawy, jednak prace wkrótce przerwano. W latach 1610–1613 pod kierunkiem muratora Jakuba Balina zbudowane nowe prezbiterium. O renesansowym stylu przebudowy świadczą: półokrągła absyda, kolebka z lunetami oraz dekoracje architektoniczne. Pozostają jednak pewne cechy gotyckie: rzut poziomy, strzelistość, wąskie wysokie okna i skarpy.
Sklepienie sieciowe, wykonane przez Jakuba Balina, pozbawione jest podziału na przęsła, a poszczególne elementy sieci listew wypełnione są ornamentem.
Za proboszcza Jana Ruszkowskiego (1676–1716) odnowiono zakrystię.

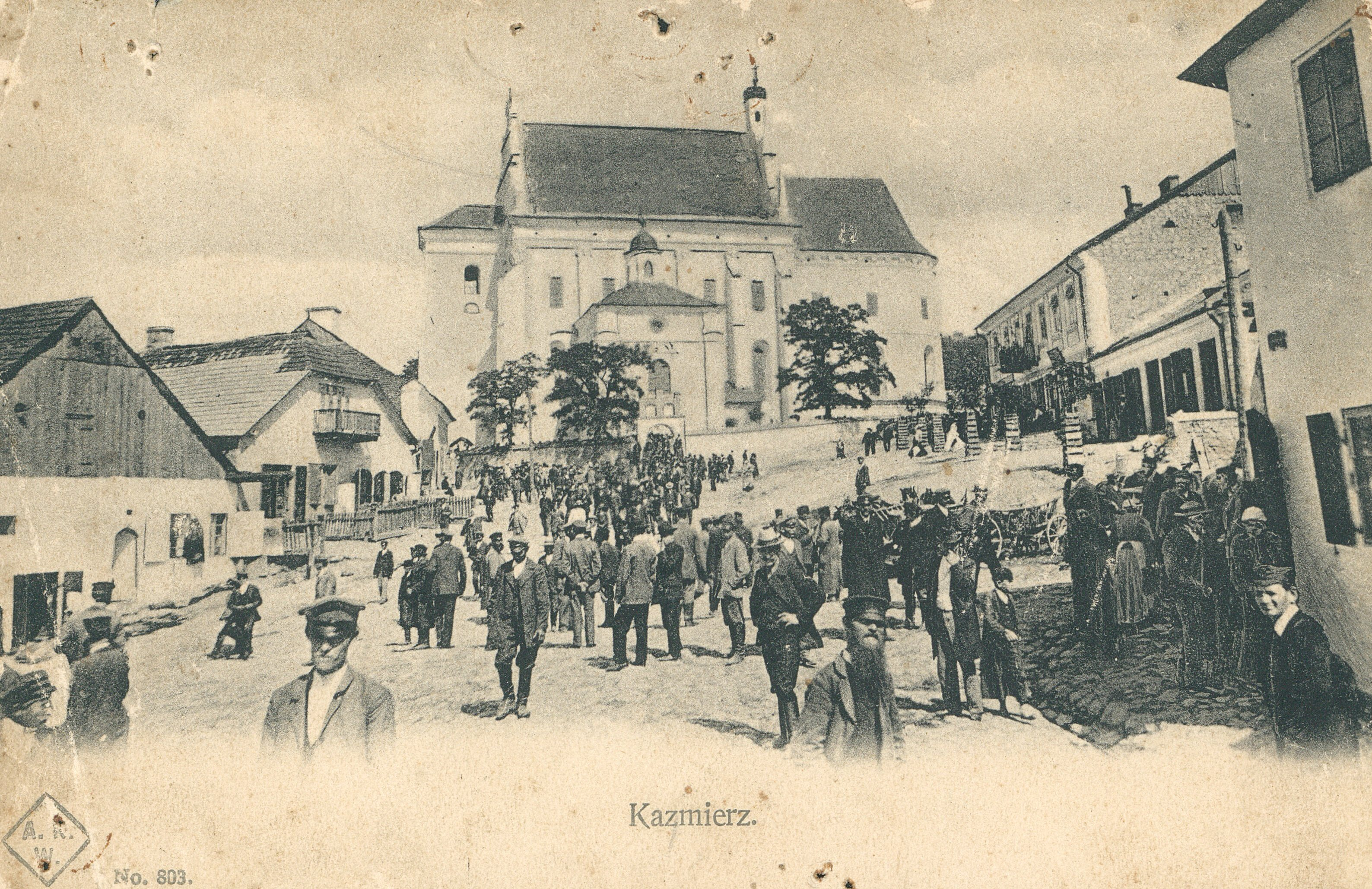
Rynek i kościół przed 1906
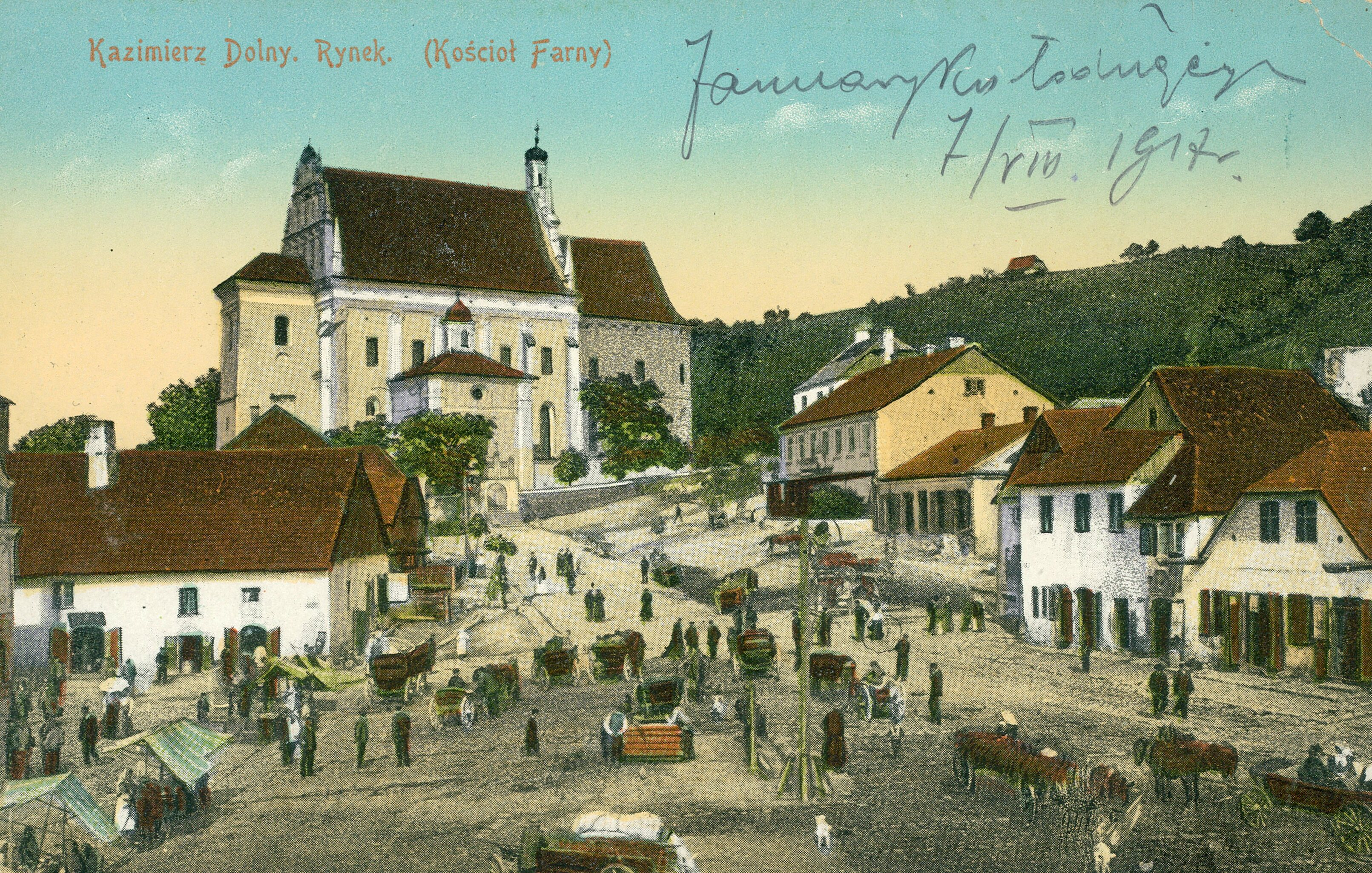
Rynek i kościół, 1914
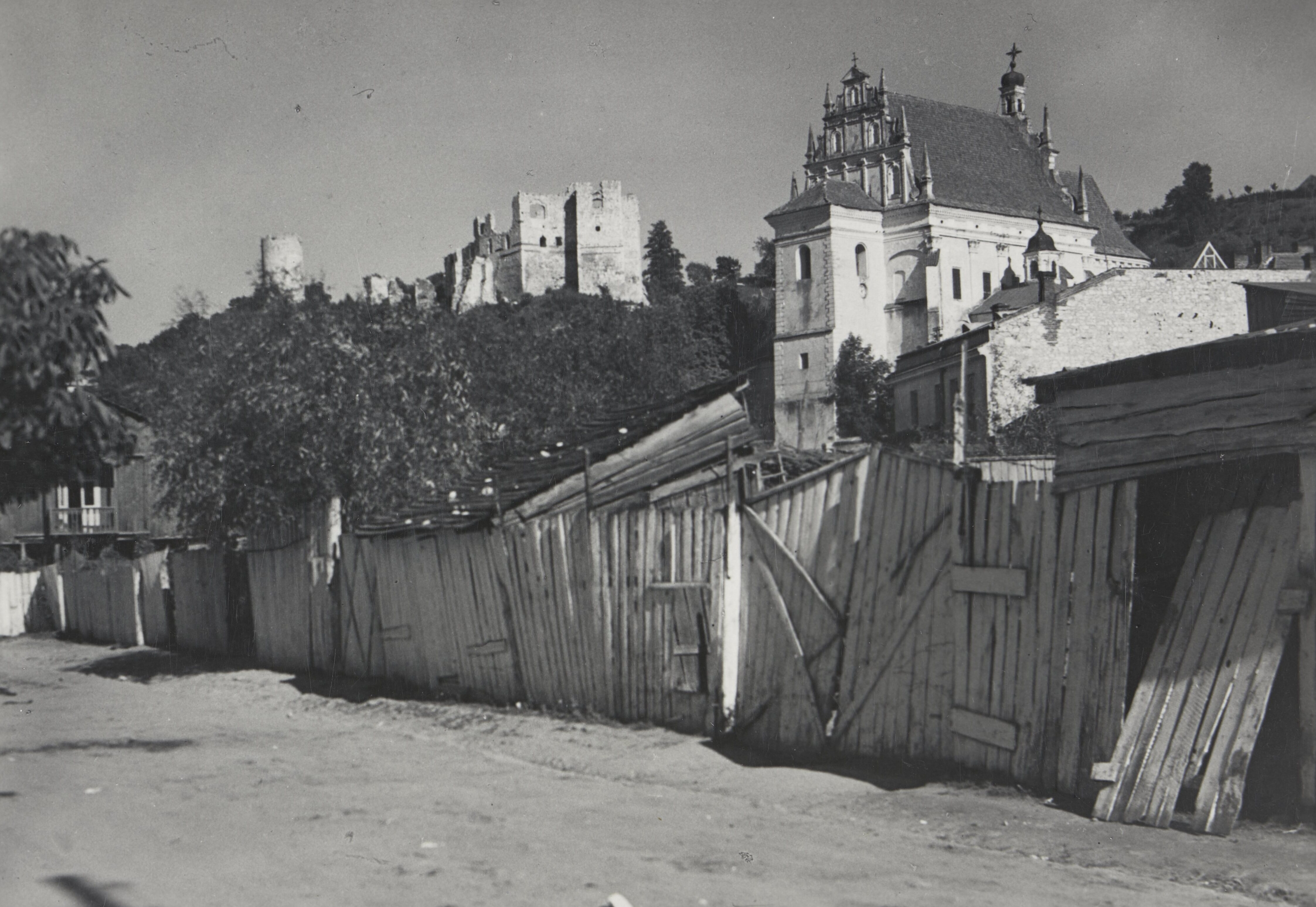
Kościół około 1939
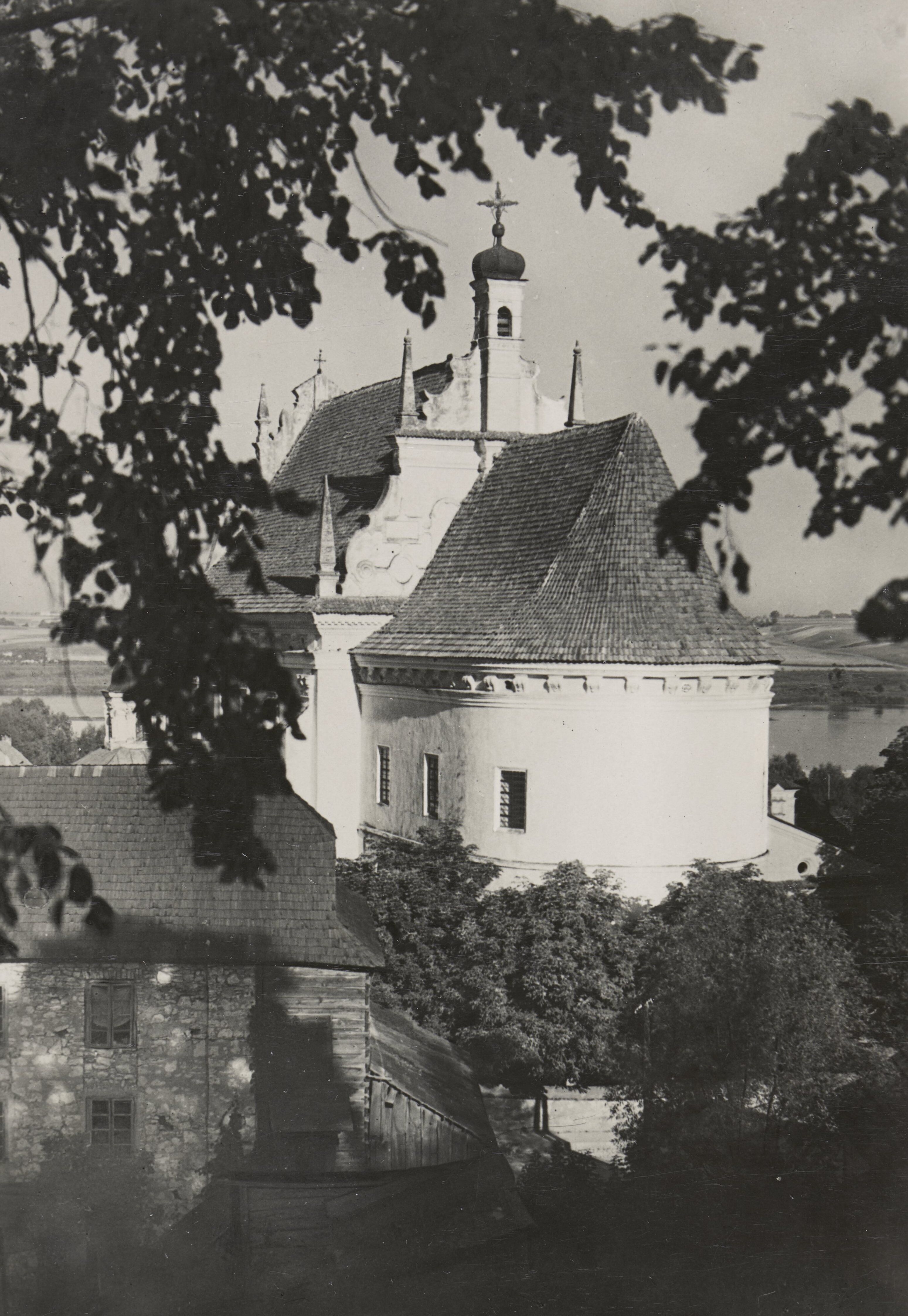
Kościół około 1939

## Opis budowli

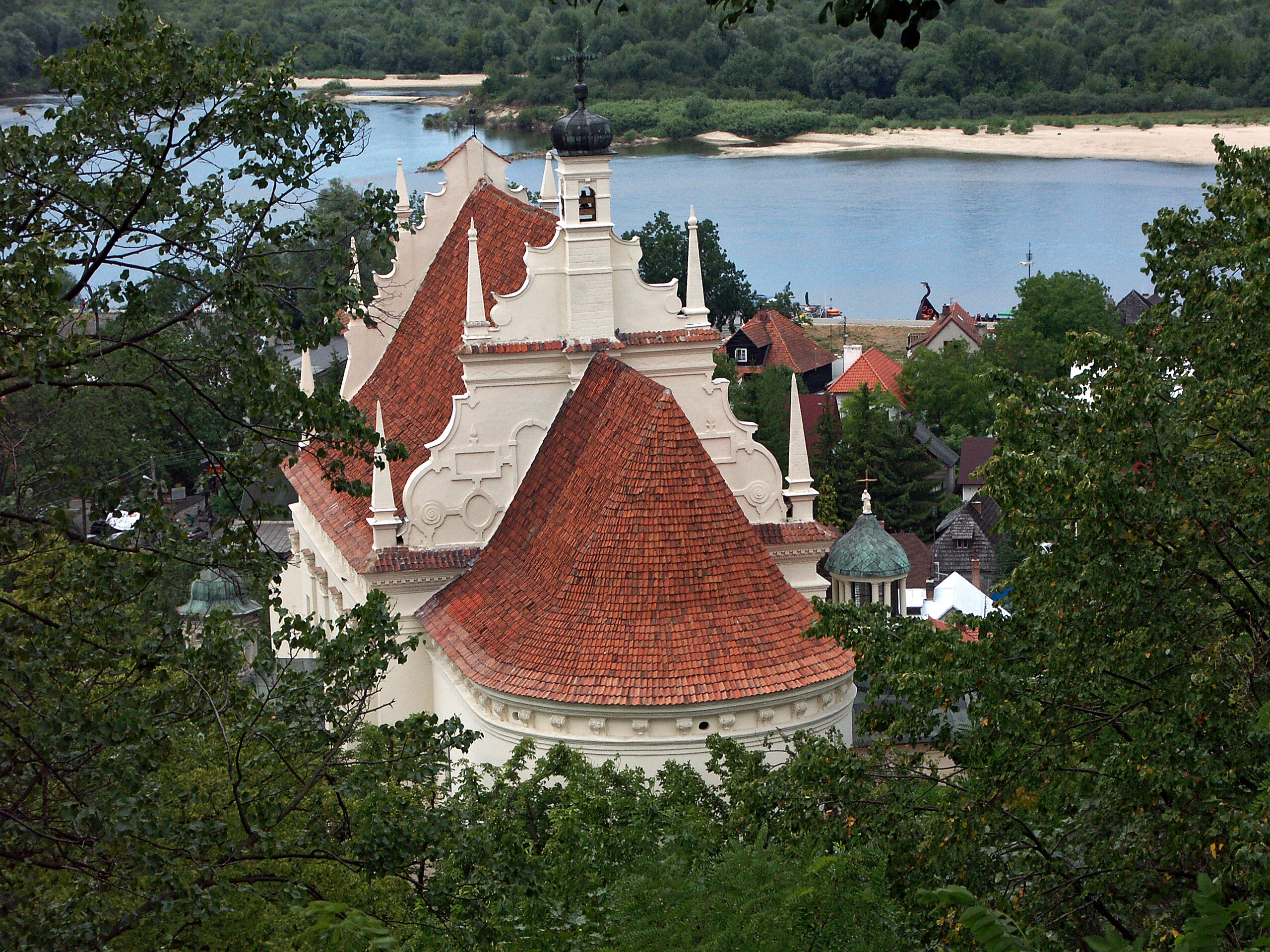
Kościół (widok ze wzgórza)

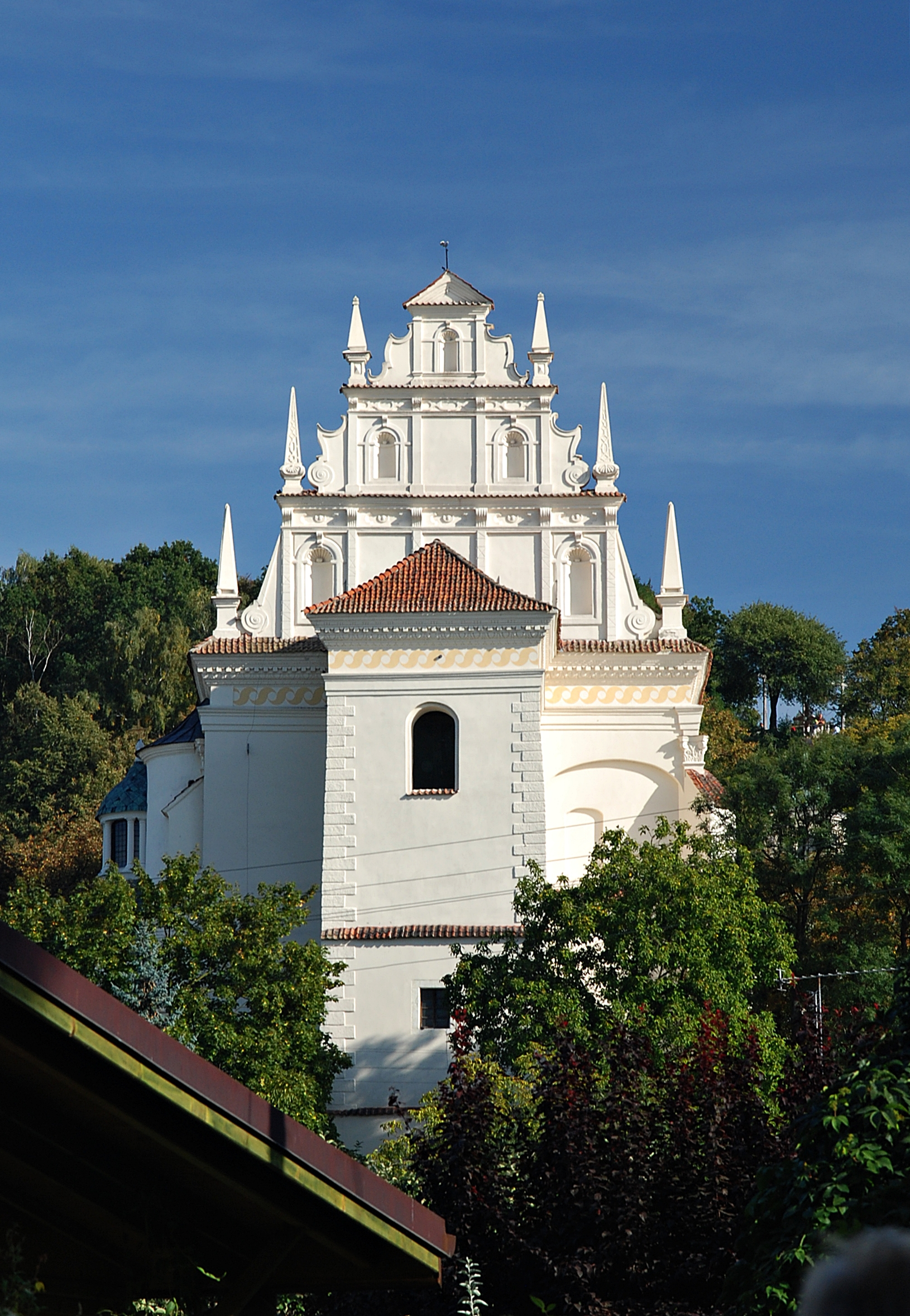
Szczyt kościoła

Kościół położony jest na wzgórzu, poniżej ruin zamku, od strony północno-wschodniej kościoła położony jest cmentarz, od strony południowo-zachodniej stok wzgórza spada ku miastu. Warunki terenowe spowodowały odchylenie kościoła, fara nie jest orientowana, absyda prezbiterium skierowana jest w kierunku południowo-wschodnim.
Świątynia i przybudówki zbudowane z wapienia (wapniaka), nawa i wieża frontowa okładzina z cegły tynkowana, tynk malowany.
Kościół jest jednonawowy, prezbiterium zamknięte półokręgiem. Posiada sklepienie kolebkowe z lunetami, okrągłą basztę przy narożniku północnym. Do fasady przylega trzykondygnacyjna, czteroboczna wieża. Od strony północno-wschodniej do nawy przylegają dwie kaplice, do prezbiterium zakrystia (sklepienia) od południowego zachodu oraz mały babiniec.
Nawę podpiera sześć skarp, cztery są wtopione w ściany przybudówek, dwie z kolei, od strony południowo-zachodniej i na zachodnim narożniku są widoczne.

### Dekoracje

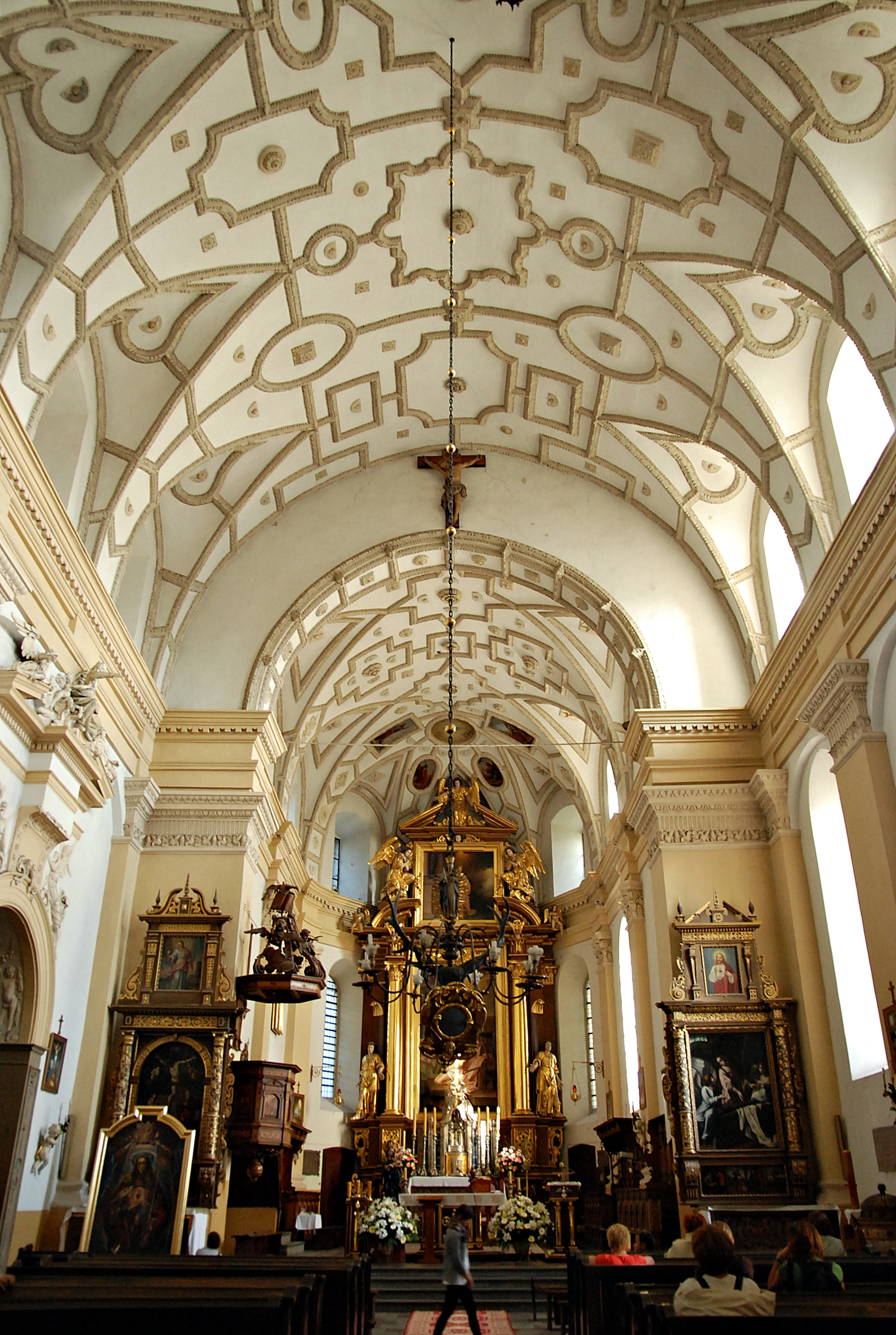
Ołtarz nawy głównej

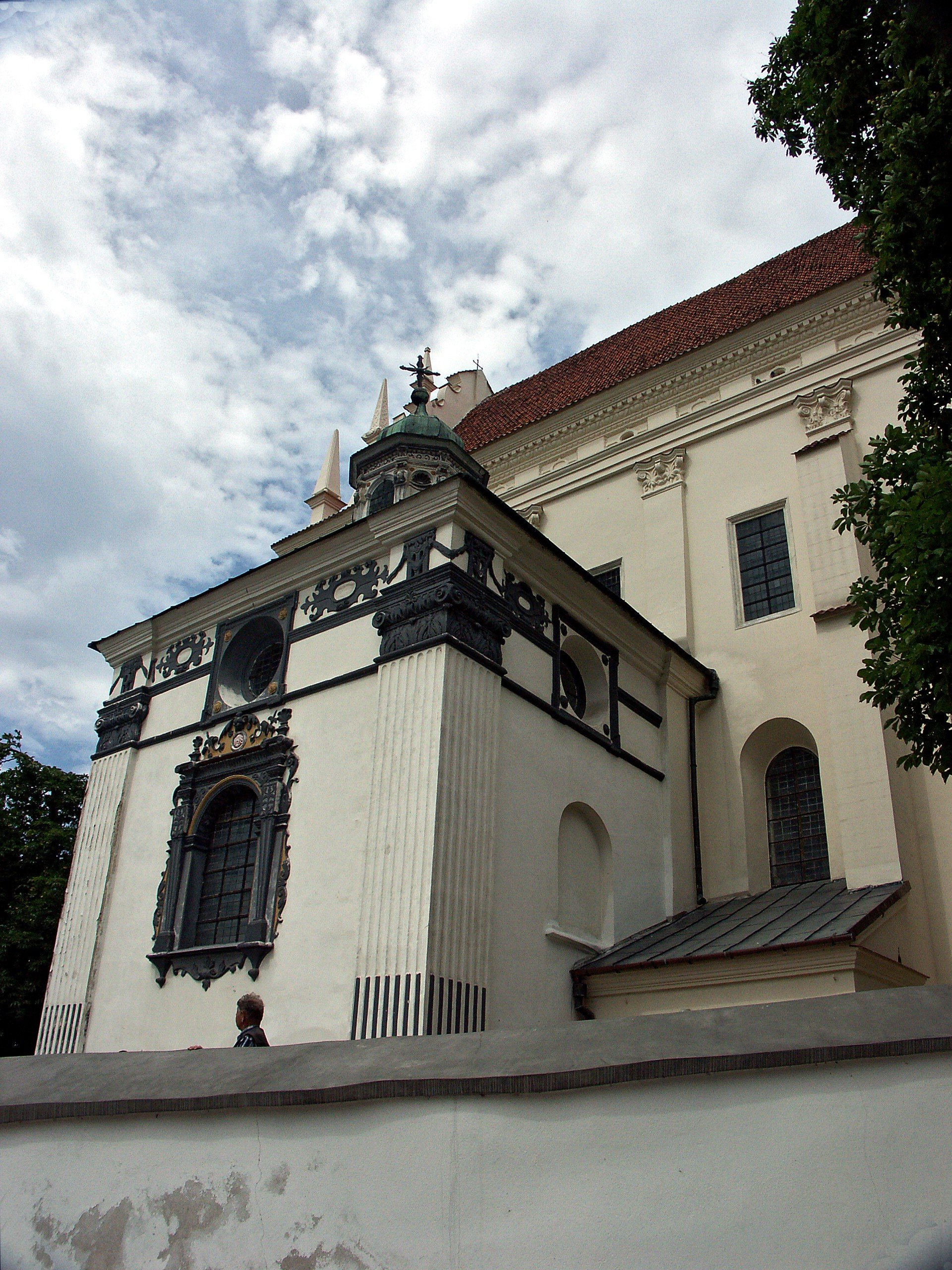
Kaplica Górskich

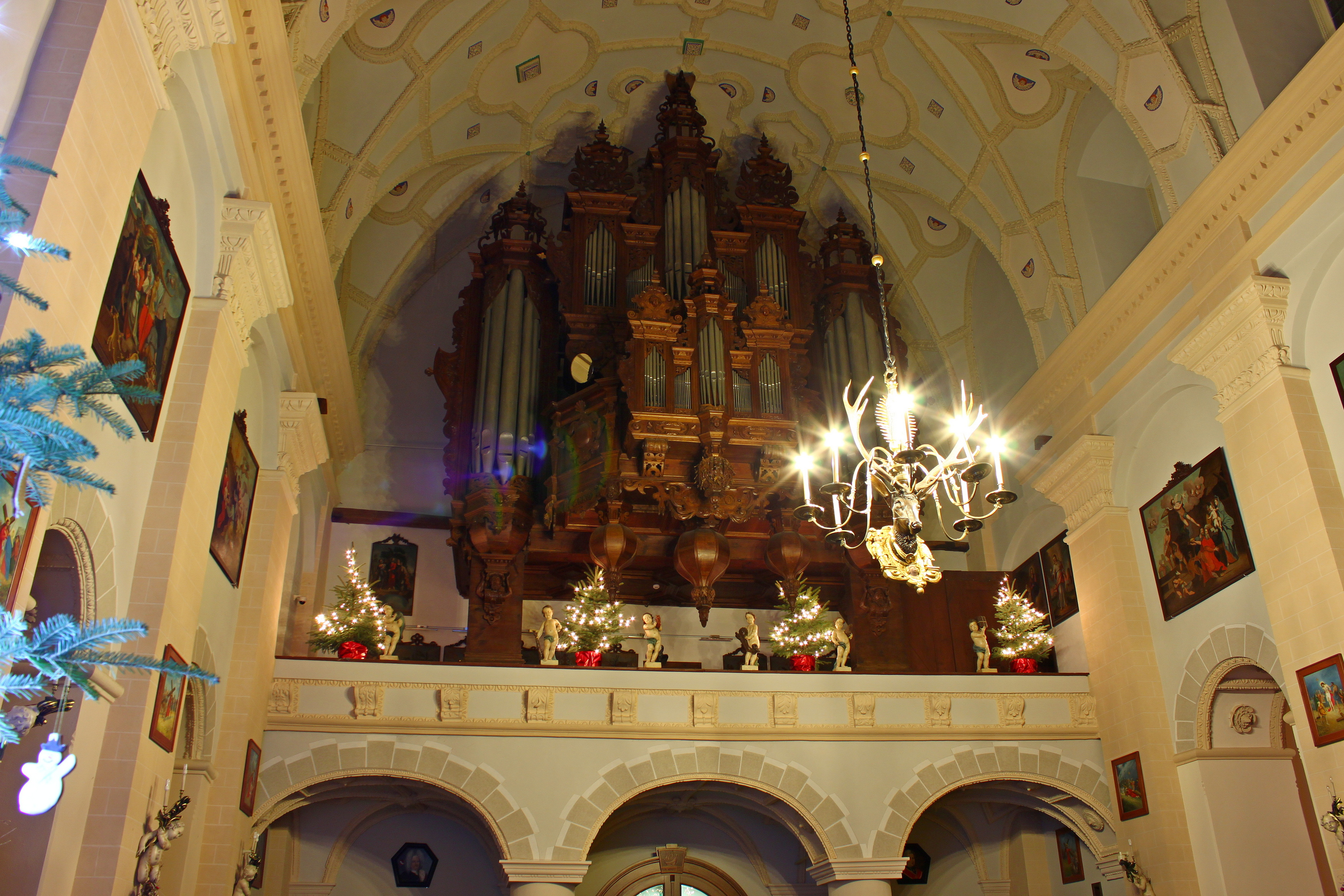
Organy

Wnętrze zdobią: rzeźbione głowice pilastrów, bogate sztukaterie sklepień i dekorowany rzeźbiarsko portal do jednej z kaplic. Zewnętrze: skarpy – pilastry na ścianach bocznych nawy, trzystrefowy szczyt frontowy, poziome strefy podzielone pilastrami, szczyt tylny zdobiony ornamentem okuciowym oraz szczyty ujęte wolutami i obeliskami.

### Wieża frontowa

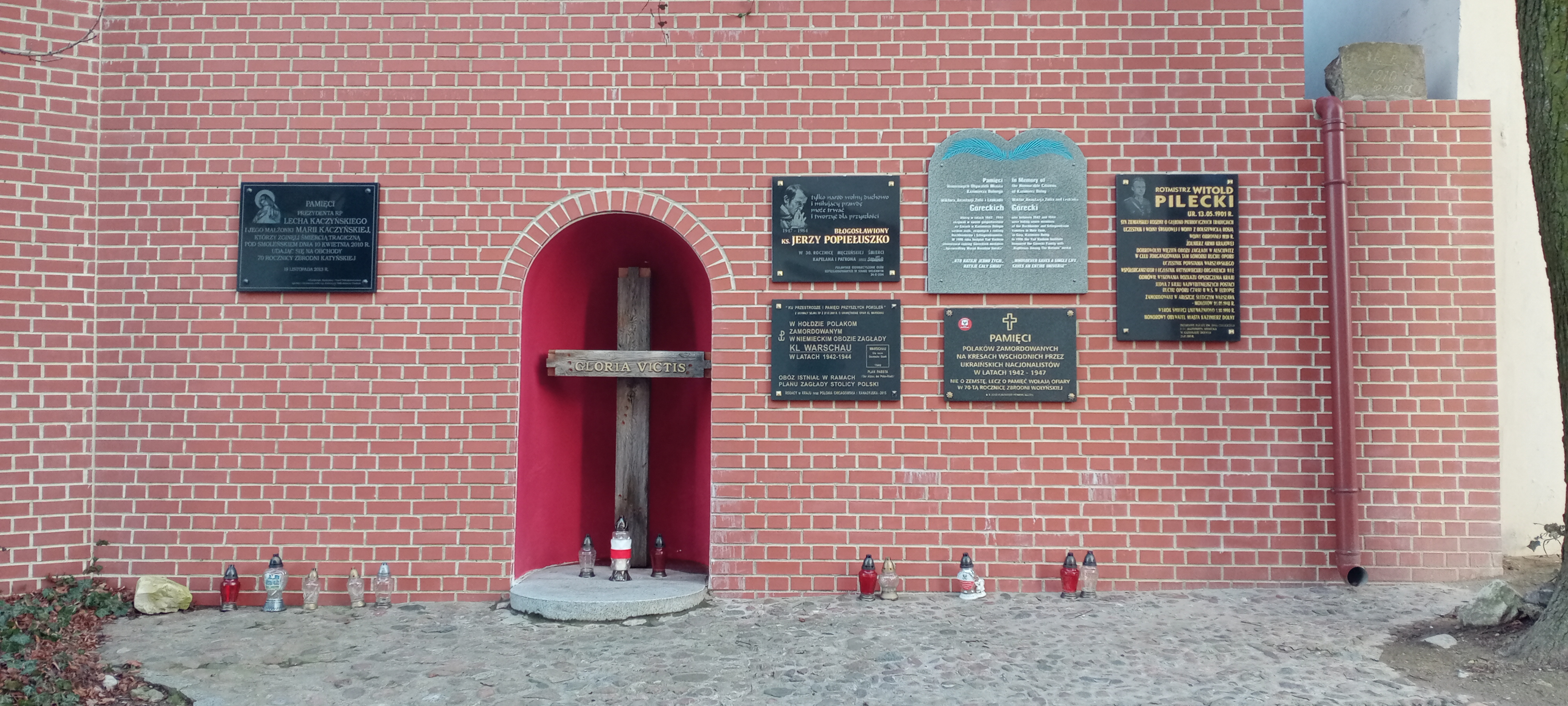
Miejsce pamięci za kościołem

Wieża frontowa została zbudowana w 1521 lub 1536 roku i jest pozostałością po wcześniejszym kościele. Brak otworów i znaczna grubość murów (funkcja obronna) wskazują na proces inkastelacji kościoła. Po unii Polsko-Litewskiej cechy obronne znowu okazały się zbędne i nastąpiło przebicie otworów oraz utworzenie rodzaju kruchty z dostępem do głównego portalu.

## Kaplice
- Kaplica Borkowskich, budowa ok. 1612–1615. Przylega od północy. Fundacja Elżbiety Kochanowskiej z Czarnolasu.
- Kaplica Górskich (lub Matki Boskiej Nieustającej Pomocy) – druga chronologicznie, przylega od południa. Budowa ok. 1625 – 1629). Fundacja Wawrzyńca Górskiego. Bogato zdobione łuki w przejściach do kaplicy. Bryła o planie zbliżonym do kwadratu z kopułką z latarnią, nawiązuje do nawiązanie do typu Kaplicy Zygmuntowskiej. Ściany zdobione są wnękami zamkniętymi łukami. Od zewnątrz naroża zdobione są przez pilastry.
- Kaplica Królewska (Wniebowzięcia NMP; Różańcowa) z lat 1646-1653. fundacja: Marek Radzik i żona Anna Kawecka. Kaplica w typie kaplicy Zygmuntowskiej, lecz w metamorfozie barokowej: wydłużony rzut, sklepienie o planie eliptycznym.
- Kaplica św. Michała na cmentarzu